# Elattostachys
Elattostachys é um género botânico pertencente à família Sapindaceae.